# Borojevia
Genre

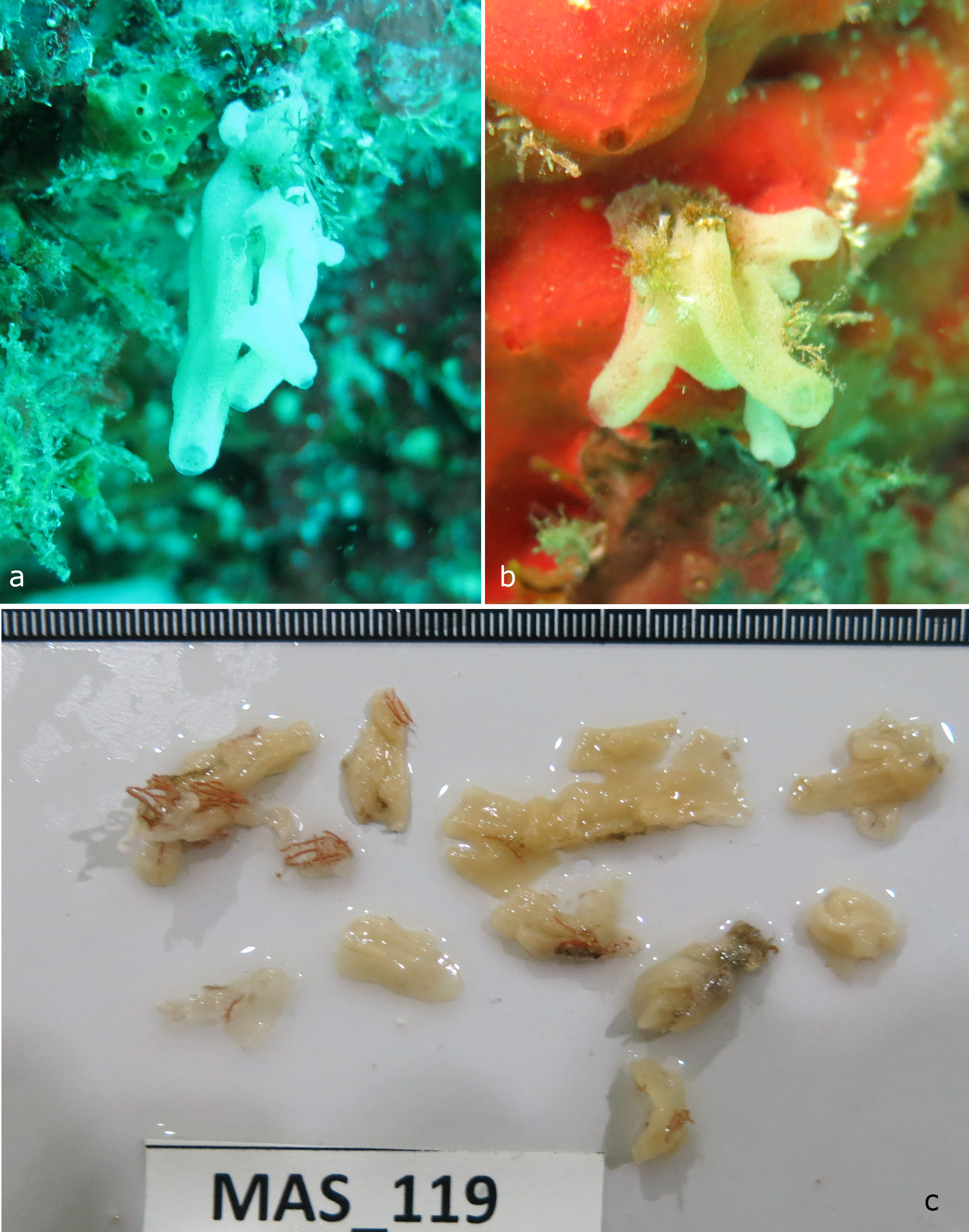
Espèce Borojevia tubulata des Maldives

Borojevia est un genre d'éponges calcaires marines de la famille Clathrinidae. Le genre est nommé en hommage au biologiste croate Radovan Borojevic (d).

## Liste d'espèces
Selon World Register of Marine Species (22 janvier 2021) :
- Borojevia aspina (Klautau, Solé-Cava & Borojevic, 1994)
- Borojevia brasiliensis (Solé-Cava, Klautau, Boury-Esnault, Borojevic & Thorpe, 1991)
- Borojevia cerebrum (Haeckel, 1872)
- Borojevia croatica Klautau, Imesek, Azevedo, Plese, Nikolic & Cetkovic, 2016
- Borojevia crystallina Fontana, Cóndor-Luján, Azevedo, Pérez & Klautau, 2018
- Borojevia paracerebrum (Austin, 1996)
- Borojevia pirella Van Soest & De Voogd, 2018
- Borojevia tenuispinata Azevedo, Padua, Moraes, Rossi, Muricy & Klautau, 2017
- Borojevia tetrapodifera (Klautau & Valentine, 2003)
- Borojevia trispinata Azevedo, Padua, Moraes, Rossi, Muricy & Klautau, 2017
- Borojevia tubulata Van Soest & De Voogd, 2018
- Borojevia voigti Van Soest & De Voogd, 2018

## Publication originale
- (en) Michelle Klautau, Fernanda Azevedo, Báslavi Cóndor Luján, Hans Tore Rapp, Allen Gilbert Collins et Cláudia A. M. Russo, « A molecular phylogeny for the order Clathrinida rekindles and refines Haeckel's taxonomic proposal for calcareous sponges », Integrative and Comparative Biology, OUP, vol. 53, no 3,‎ 23 mai 2013, p. 447-461 (ISSN 1540-7063 et 1557-7023, PMID 23704365, DOI 10.1093/ICB/ICT039, lire en ligne).